# 13 game sayawng
13 game sayawng (Tailandés: 13 เกมสยอง o 13 Game Sayong, también 13: Game of Death) es una película tailandesa de suspense, con toques de humor negro estrenada en el 2006 y dirigida por Chukiat Sakveerakul.
Está protagonizada por Krissada Sukosol Clapp y adaptada del episodio 13th Quiz Show del cómic Manía de Eakasit Thairaat. Fue la segunda película de larga duración de Chukiat, quien dirigiera previamente la película de terror, Psaj.
Trata sobre la historia de un hombre que es guiado progresivamente a través de un juego, desconocido para el público en general, en pruebas desafiantes, degradantes y peligrosas por misteriosas llamadas provenientes de un reality show.
La historia está pensada como una trilogía, existiendo una precuela 12 begin y una secuela 14 sayawng.
La película ganó varios premios en Tailandia y en festivales. Los derechos para hacer una versión de la película fueron comprados por The Weinstein Copany. Y finalmente la van a realizar los productores de la saga Paranormal activity.

## Argumento
Un hombre llamado Puchit es despedido del trabajo por no llegar a las expectativas de la empresa de instrumentos musicales en la que trabaja. Justo en ese momento recibe una llamada invitándole a participar en un juego en el que por cada prueba superada se le ingresa en su cuenta una cantidad considerable de dinero. La primera prueba es matar una mosca, pero a medida que la cantidad de dinero asciende, la prueba se vuelve cada vez más peligrosa.

## Reparto
| Actor                  | Personaje            | Notas                                            |
| ---------------------- | -------------------- | ------------------------------------------------ |
| Krissada Sukosol Clapp | Phuchit Puengnathong |                                                  |
| Achita Sikamana        | Tong                 | Amiga de Puchit                                  |
| Sarunyu Wongkrachang   | Surachai             | Padre de Tay en 12 begin y policía en 13 beloved |
| Nattapong Arunnate     | Mix                  |                                                  |
| Philip Wilson          | John Adams           | Padre de Puchit                                  |
| Sukulya Kongkawong     |                      | Madre de Puchit                                  |
| Alexander Rendell      | Tay                  | Personaje principal en 12 begin                  |
| Poon Tabthong          |                      | Anciana                                          |
| Suthon Wechkama        |                      | Hombre malo                                      |

## Producción
13 beloved es una adaptación del episodio 13 Quiz Show de novela gráfica (o libro de bolsillo como se llama en Tailandia) realizada por Eakasit Thairaat.
El director Chookiat Sakweerakul comentó que la película es un reflejo de lo que ve de materialismo en la sociedad tailandesa.
«Hay muchas películas por ahí que solo son para divertirse». Chookiat comentó en una entrevista. «Estoy más interesado en problemas sociales y políticos, así que mis películas se dirigen hacia esto y también los problemas humanos. Sobre todo, las películas se dirigen hacia el hecho de ser humano, con temas como el amor, y las obsesiones de un tipo u otro, pero algunas solo muestran la superficie.
Hubo una pequeña precuela que se pudo ver en cines llamada 12 begin y en Twichtfilm se publicó una noticia el 15 de octubre de 2006 en la que se daba a conocer que la historia quiere convertirse en una trilogía, con una secuela llamada 14 sayawng.

## Las 13 pruebas de Puchit
| Las pruebas |
| 1. Matar a una mosca. 2. Comerse la mosca. 3. Hacer llorar a tres niños. 4. Pegar a un mendigo y robarle el dinero. 5. Comerse un plato de heces servidas a él en un restarurante. 6. Darle el móvil a un hombre mentalmente inestable en la parada de autobús y tomar otro móvil de una banda de jóvenes en el autobús número 6. 7. Sacar el cuerpo de un anciano de un pozo. 8. Golpear al nuevo novio de su novia Maew's con una silla. 9. Encontrar a una mujer en un hospital y sacarla fuera esquivando a la policía. 10. Estirar un cordel para tender ropa ayudando así a la anciana. 11. Matar a Tong o a su perro. 12. Destripar unas vacas y encontrar una llave en sus intestinos. 13. Matar a John Adams. |

## Remake
El 23 de febrero de 2011 en Bloody disgusting horror se publicó una noticia en la que se comunicó que Jason Blum y Brian Kavanaugh-Jones habían adquirido los derechos para una versión en inglés de la película, en EE. UU. se tituló 13: game of death. Aunque el proyecto iba a ser tomado por Dimension films finalmente fue comprado por los productores antes citados, responsables de las tres películas de Paranormal activity, Insidious de James Wang, The lords of Salem de Rob Zombie y Skyline.